# Pistolet maszynowy Beretta Mod. 1918
Beretta M1918 – włoski pistolet maszynowy wprowadzony do uzbrojenia w końcowym okresie I wojny światowej. Był to trzeci (po MP18) pistolet maszynowy wprowadzony do służby w czasie wojny.

## Historia
W czasie I wojny światowej zwiększyło się nasycenie walczących armii bronią automatyczną. W pierwszym etapie wojny były to głównie ciężkie karabiny maszynowe, ale z czasem do uzbrojenia zaczęły trafiać także lżejsze wzory broni automatycznej, lepiej dostosowane do użycia podczas ataku. W większości armii były to ręczne i lekkie karabiny maszynowe. Odmienną drogą postanowili pójść Włosi, którzy w 1915 roku postanowili wprowadzić do uzbrojenia podwójnie sprzężony pistolet maszynowy Villar-Perosa (podwójnie sprzężona, pomniejszona wersja cekaemu SIA).
Doświadczenia z użycia pm Villar-Perosa wykazały, że nie jest on w stanie zastąpić karabinu maszynowego z uwagi na słabe parametry balistyczne amunicji pistoletowej podczas strzelania na większe odległości, zaś podczas walk na bliskich odległościach podwójnie sprzężona broń także jest mało przydatna z uwagi na konieczność strzelania z pozycji leżąc. Większych uwag nie było za to do samego funkcjonowania broni. Dlatego rozpoczęto prace nad bronią wykorzystującą podzespoły pm Villar-Perosa M1915, ale lepiej przystosowaną do wymagań pola walki.
Nowa broń powstała w zakładach Beretta. Zaprojektowany pistolet maszynowy wykorzystywał większość podzespołów pm Villar-Perosa, ale posiadał zaprojektowane przez Tulio Marengoniego drewniane łoże i stałą kolbę oraz mechanizm spustowy. Dodatkowo pm wyposażono w składany bagnet (identyczny jak w karabinku Moschetto per Cavalleria Mod. 1891).
W 1918 roku skonstruowany przez Marengoniego pistolet maszynowy został przyjęty do uzbrojenia jako Moschetto Automatico Beretta Mod. 1918 (wł. karabinek automatyczny Beretta wz. 1918). Beretta M1918 była produkowana także w okresie międzywojennym. Powstał także karabinek samopowtarzalny Beretta M1918/30 wykorzystujący podzespoły pm M1918. Na uzbrojeniu armii włoskiej znajdował się jeszcze w początkowym okresie II wojny światowej, ale z czasem został zastąpiony przez nowszy pm Moschetto Automatico Beretta mod. 1938.

## Opis
Beretta M1918 była bronią samoczynną. Automatyka broni działa na zasadzie odrzutu zamka półswobodnego. Rękojeść przeładowania po prawej stronie broni, związana z zamkiem. Magazynki 25-nabojowe, przyłączane od góry broni. Kolba stała. Przyrządy celownicze mechaniczne, składają się z muszki i celownika szczerbinkowego. Z przodu lufy znajdował się składany do tyłu bagnet kłujący.